# Changing Faces
A Changing Faces a 3. és egyben utolsó stúdióalbuma a brit Bros nevű popduónak. Az album 1991. szeptember 30-án jelent meg. Ez az egyetlen album, ahol a fiúk, Matt és Luke Goss közösen írták az album összes dalát. Az album a 18. helyig jutott a brit albumlistán és két kislemezt jelentettek meg az albumról. Különösebb átütő sikert nem sikerült elérniük.
Az Are You Mine? című dal CD Maxi kislemeze nem jelent meg az Egyesült Királyságban.

## Megjelenések
CD  Japán Epic  ESCA 5428
1. Try 4:20
2. Never Love Again 4:39
3. Just Another Tear 3:57
4. Leave Me Alone 3:33
5. Are You Mine? 5:36
6. Changing Faces 3:59
7. You're My Life 4:13
8. Don't Go Loving Me Now 3:44
9. Shot in the Back 4:16
10. Break My Silence 4:55

## Slágerlista

### Heti összesítések
| Slágerlista (1991)                 | Legjobb helyezések |
| ---------------------------------- | ------------------ |
| Európa European Albums Chart       | 85                 |
| Japán Japanese Albums (Oricon)     | 78                 |
| Egyesült Királyság UK Albums (OCC) | 18                 |